# Otto Vellingk

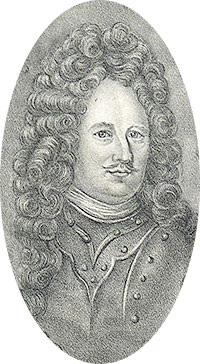
Otto Vellingk

Otto Vellingk (* 1649 in Jamburg, Schwedisch-Ingermanland; † 19. Mai 1708 in Stockholm) war seit 1706 Graf, seit 1698 schwedischer General und seit 1705 Geheimrat.

## Leben
Otto Vellingk war Angehöriger des deutsch-baltischen Adelsgeschlechts von Welling. Sein Vater war der schwedische Oberst Otto Vellingk. Seine Mutter war Kristina Mannersköld. Er hatte einen jüngeren Bruder mit dem Namen Mauritz Vellingk.
Im Jahr 1664 wurde er Leutnant in einem in Bremen-Verden stationierten schwedischen Regiment. Er ging 1666 in Französische Dienste über. Im Jahr 1670 wurde er zum Oberst in der Französischen Armee befördert. Während des Schonischen Kriegs gegen Dänemark nahm er freiwillig an der Schlacht von Halmstad teil, wo er eine Schwadron kommandierte und wurde dann zum Oberst der schwedischen Armee befördert. Er nahm dann an der Schlacht bei Lund teil. Seit 1678 war Vellingk Oberst im Hämeenlinna-Regiment, und im Jahre 1683 wurde er General der Kavallerie. 1687 wurde er zum Gouverneur von Gästrikland, Hälsingland, Medelpad, Jämtland, Härjedalen und Lappland, ein Posten, den er im Jahr 1693 tauschte gegen den des Generalgouverneurs von Schonen. 1698 tauschte er diese Stelle wiederum für den Posten des Generalgouverneurs von Schwedisch-Ingermanland und Kexholms län.
In der Schlacht bei Narva im Jahre 1700 führte er den rechten Flügel. Er nahm auch in der Schlacht an der Düna 1701 teil, ebenso an der Schlacht bei Klissow 1702 und in der Schlacht bei Punitz 1704. 1705 wurde Vellingk Kronrat. Er wurde im Jahr 1706 in den Grafenstand erhoben.